# Chiggiogna
Chiggiogna é uma comuna da Suíça, no Cantão Tessino, com cerca de 408 habitantes. Estende-se por uma área de 3,87 km², de densidade populacional de 105 hab/km². Confina com as seguintes comunas: Anzonico, Calonico, Chironico, Faido, Rossura.
A língua oficial nesta comuna é o Italiano.